# Jemima Rooper
Jemima Rooper (* 24. Oktober 1981 in Hammersmith, London) ist eine britische Schauspielerin.

## Hintergrund
Jemima Rooper ist die Tochter von Alison Rooper, einer Fernsehjournalistin. Sie besuchte die Redcliffe Primary School in Chelsea und mit zwölf Jahren die Godolphin and Latymer School in Hammersmith, London. Während sie an der TV-Serie Die Fünf Freunde arbeitete, absolvierte sie die britische Mittlere Reife (GCSE – General Certificate of Secondary Education) mit achtmal der Note A* und A (Note: 1). Von dort ging sie auf das Sixth form college, wo sie drei Fächer mit A und damit den höchsten britischen Schulabschluss bestanden hat (Advanced Level).
Jemima Rooper lebt heute im Norden Londons.

## Arbeit
Jemima Rooper äußerte ihren Wunsch, Schauspielerin zu werden, bereits im Alter von acht Jahren und kontaktierte einen Agenten zu diesem Zweck. Ihre ersten professionellen Rollen waren im Jahre 1993 im Film The Higher Mortals und im Jahre 1994 im Film Willie's War. 1996 spielte sie in allen Folgen das Mädchen George in der TV-Serie Fünf Freunde, der Neuverfilmung der Fünf Freunde von Enid Blyton.

## Filmografie (Auswahl)
- 1993: The Higher Mortals
- 1994: Willie’s War
- 1996–1997: Die Fünf Freunde (The Famous Five, Fernsehserie, 26 Folgen)
- 1997: Abenteuer auf der Schäferinsel (Owd Bob)
- 1998: Animal Ark – Guinea Pig in the Garage (Fernsehserie, Folge 2x06)
- 1999: Junk (Fernsehfilm)
- 1999: The Passion (Fernsehfilm)
- 1999: Shockers: Dance (Fernsehfilm)
- 1999: Wives and Daughters (Fernsehminiserie, 2 Folgen)
- 2000: Sommer in der Vorstadt (Summer in the Suburbs, Fernsehfilm)
- 2000: The Railway Children (Fernsehfilm)
- 2000: Urban Gothic – Dead Meat (Fernsehserie)
- 2000: Masterpiece Classic – The Railway Children (Fernsehserie)
- 2001: Love in a Cold Climate (Fernsehminiserie, 2 Folgen)
- 2001–2004: As If (Fernsehserie, 76 Folgen)
- 2002: Snapshots – Bilder der Erinnerung (Snapshots)
- 2004: Inspector Barnaby (Midsomer Murders) Fernsehserie, Folge 7x06: Brennen sollst du! (The Straw Woman)
- 2004–2005: Hex (Fernsehserie, 18 Folgen)
- 2005: A Sound of Thunder
- 2005: Kinky Boots – Man(n) trägt Stiefel
- 2005: The Brief – Lack of Affect (Fernsehserie)
- 2006: Sugar Rush (Fernsehserie, Folge 2x05)
- 2006: The Black Dahlia
- 2006, 2019: Silent Witness (Fernsehserie, 4 Folgen, verschiedene Rollen)
- 2006: Sinchronicity (Fernsehserie, 6 Folgen)
- 2006: Perfect Day: The Millennium (Fernsehfilm)
- 2006: Random Quest (Fernsehfilm)
- 2007: Life Line (Fernsehfilm)
- 2007: The Time of Your Life (Fernsehserie, 5 Folgen)
- 2008: Lost in Austen (Miniserie, 4 Folgen)
- 2008: Agatha Christie’s Poirot – Die vergessliche Mörderin
- 2010: Reunited (Fernsehfilm)
- 2010: Bouquet of Barbed Wire (Fernsehfilm)
- 2011: Frankenstein’s Wedding ... Live in Leeds (Fernsehfilm)
- 2013: The F-Word – Von wegen nur gute Freunde! (The F Word)
- 2013: One Chance – Einmal im Leben (One Chance)
- 2013–2015: Atlantis (Fernsehserie, 11 Folgen)
- 2014: Blandings – Hallo to All This (Fernsehserie)
- 2014: SexLife (Kurzfilm)
- 2017: Fearless (Fernsehminiserie, 3 Folgen)
- 2018: Death in Paradise – Murder from Above (Fernsehserie)
- 2018: Trauma (Miniserie, 3 Folgen)
- 2018: Stealing Silver (Kurzfilm)
- 2018: Bertie (Kurzfilm)
- 2019: Father Brown – The Whistle in the Dark (Fernsehserie)
- 2019: Gold Digger (Fernsehserie, 6 Folgen)
- 2021: The Girlfriend Experience (Fernsehserie, 7 Folgen)
- 2022: Matriarch
- 2022: Flowers in the Attic: The Origin (Fernsehserie, 4 Folgen)
- 2022: The People We Hate at the Wedding
- 2023: Sister Boniface Mysteries (Fernsehserie, Folge 2x03)
- 2023: Grantchester (Fernsehserie, Folge 8x01)
- 2023: The Inheritance (Fernsehserie, 4 Folgen)
- 2024: Geek Girl (Fernsehserie, 8 Folgen)
- 2024: Joy
- 2024: Here
- seit 2024: Fünf Freunde (The Famous Five)

## Theater
- Where Do We Live – Royal Court Theatre, Jerwood Theatre Upstairs, Mai 2002 (als Lily)
- Us and Them – Hampstead Theatre, Juni 2003 (als Izzie)
- A Respectable Wedding (Teil des The Big Brecht Fest) – Young Vic, April 2007 (als Bride)